# ジョン・ヴィリアーズ (初代グランディソン伯爵)

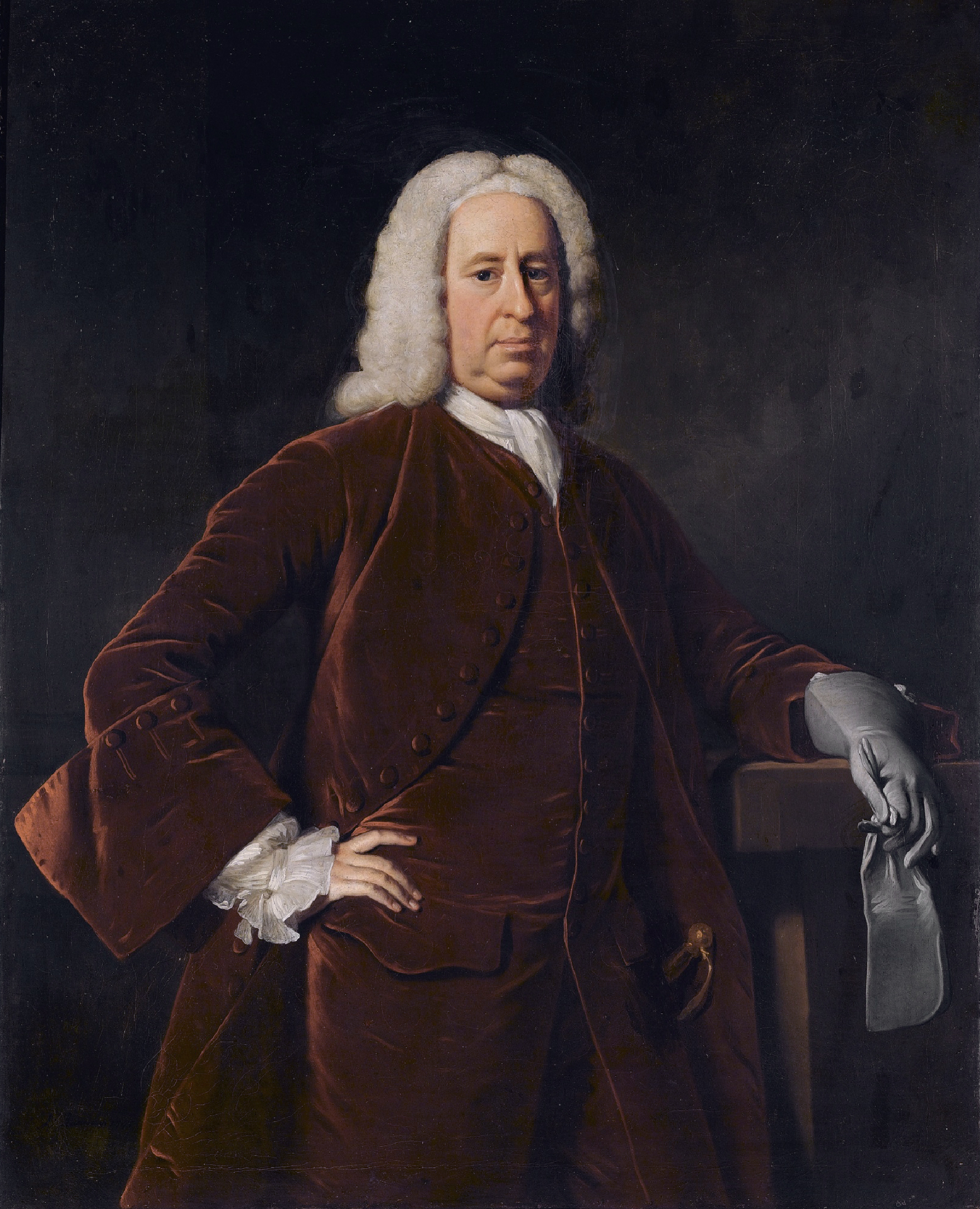
アラン・ラムゼイによる肖像画、1743年作。

初代グランディソン伯爵ジョン・フィッツジェラルド・ヴィリアーズ（英語: John Fitzgerald Villiers, 1st Earl Grandison PC (Ire)、1684年頃 – 1766年5月14日）は、アングロ・アイリッシュの貴族。ヴィリアーズ家出身。

## 生涯
エドワード・フィッツジェラルド＝ヴィリアーズ（1693年没）とキャサリン・フィッツジェラルド（Catharine FitzGerald、1662年 – 1725年12月26日、ジョン・フィッツジェラルドの娘）の息子として生まれた。1699年12月16日に祖父にあたる第4代グランディソン子爵ジョージ・ヴィリアーズが死去すると、グランディソン子爵の爵位を継承した。イートン・カレッジで教育を受けた後、1700年4月19日にケンブリッジ大学モードリン・カレッジに入学した。
1705年イングランド総選挙でオールド・サラム選挙区から出馬、現職の1人チャールズ・モンペソン（Charles Mompesson）と同じ得票数（5票）となったが、同年12月11日にモンペソンが当選するという裁定が下された。
1721年9月11日にリートリム県のグランディソン伯爵に叙され、14日にアイルランド貴族院議員に就任した。1733年10月26日、アイルランド枢密院の枢密顧問官に任命された。
1766年5月14日に死去、2人の息子に先立たれたためグランディソン伯爵の爵位は断絶した。グランディソン子爵の爵位は第3代ジャージー伯爵ウィリアム・ヴィリアーズが継承した（第3代ジャージー伯爵は初代グランディソン伯爵の叔父エドワードの曾孫）。

## 家族
1706年2月、フランシス・ケアリー（Frances Cary、1768年1月17日没、エドワード・ケアリーの娘）と結婚、2男1女をもうけた。
- ジェームズ（1732年12月12日没） - アイルランド庶民院議員。1728年7月10日、ジェーン・バトラー（Jane Butler、1751年12月20日没、リチャード・バトラーの娘）と結婚、1男（夭折）をもうけた
- ウィリアム（1715年1月10日 – 1739年12月16日）
- エリザベス（1782年没） - 初代グランディソン女子爵、初代グランディソン女伯爵